# جاکارتای جنوبی
جاکارتای جنوبی (به لاتین: South Jakarta) یک منطقهٔ مسکونی در اندونزی است که در جاکارتا واقع شده‌است.
 جاکارتای جنوبی ۱۵۴٫۳۲ کیلومتر مربع مساحت و ۲٬۲۶۴٬۷۰۰ نفر جمعیت دارد.